# VV60LF
VV60LF – oznaczenie tramwaju wytwarzanego w latach 2003–2006 wspólnie przez czeskie firmy Pragoimex a.s. w Pradze, Krnovské opravny a strojírny, s.r.o. (KOS) w Karniowie oraz Cegelec a.s. w Pradze.

## Konstrukcja
VV60LF to jednokierunkowy, czteroosiowy, bezprzegubowy wagon doczepny (bez własnego napędu), mający 60% niskiej podłogi. Wysokość podłogi w drzwiach i środkowej części pojazdu wynosi 350 mm, natomiast pozostałe miejsca znajdują się na podwyższonych podestach, dzięki czemu tramwaj w całości przystosowany jest dla osób niepełnosprawnych. Po prawej stronie znajduje się dwoje podwójnych drzwi. Wnętrze jest zbliżone do T3R.EV (tapicerowane siedzenia, podobna obudowa dachu i ścian), natomiast nowoczesny design czoła i tyłu tramwaju zaprojektował František Pelikán.
Oznaczenie VV60LF pochodzi od czeskich słów "wóz doczepny" (vlečný vůz), procentu niskiej podłogi (60) i angielskiego określenia niskopodłogowości (low floor).
Tramwaj ten przeznaczony jest do jazdy w zespołach trakcyjnych z pojazdami T3R.EV i/lub Vario LF. Może być łączony z jednym lub dwoma innymi wagonami (w Brnie wszystkie jeżdżą w składach Vario LF + VV60LF + T3R.EV, a w Ostrawie T3R.EV + VV60LF)
3 czerwca 2016 roku Brno wycofało swoje wagony VV60LF ze względu na wysokie koszty utrzymania i dużą awaryjność. Zamieniono je na zaplecza pracownicze w zajezdniach Medlánky i Pisarky. W latach 2020–2021 zezłomowano trzy pojazdy, pozostawiając jedynie numer 1303, który od tego czasu stoi nieużywany na Medlánkach.
W Ostrawie wagony służyły znacznie dłużej, bo aż do 2022. Po wyłączeniu ich z ruchu pojazd numer 302 zezłomowano, a 301 stał się pojazdem muzealnym.

## Eksploatacja

### Czechy
| Miasto  | Typ    | Lata dostaw | Liczba, szt | Numery    | Uwagi |
| ------- | ------ | ----------- | ----------- | --------- | ----- |
| Brno    | VV60LF | 2004–2006   | 4           | 1301–1304 |       |
| Ostrawa | VV60LF | 2005–2006   | 2           | 301–302   |       |